# Speyeria cybele
Speyeria cybele là một loài bướm ngày thuộc họ Nymphalidae. Nó bắt đầu bay trước khi bình minh và trở lại nghỉ vào giữa trưa (Fullard & Napoleone, 2001).

## Loài tương tự

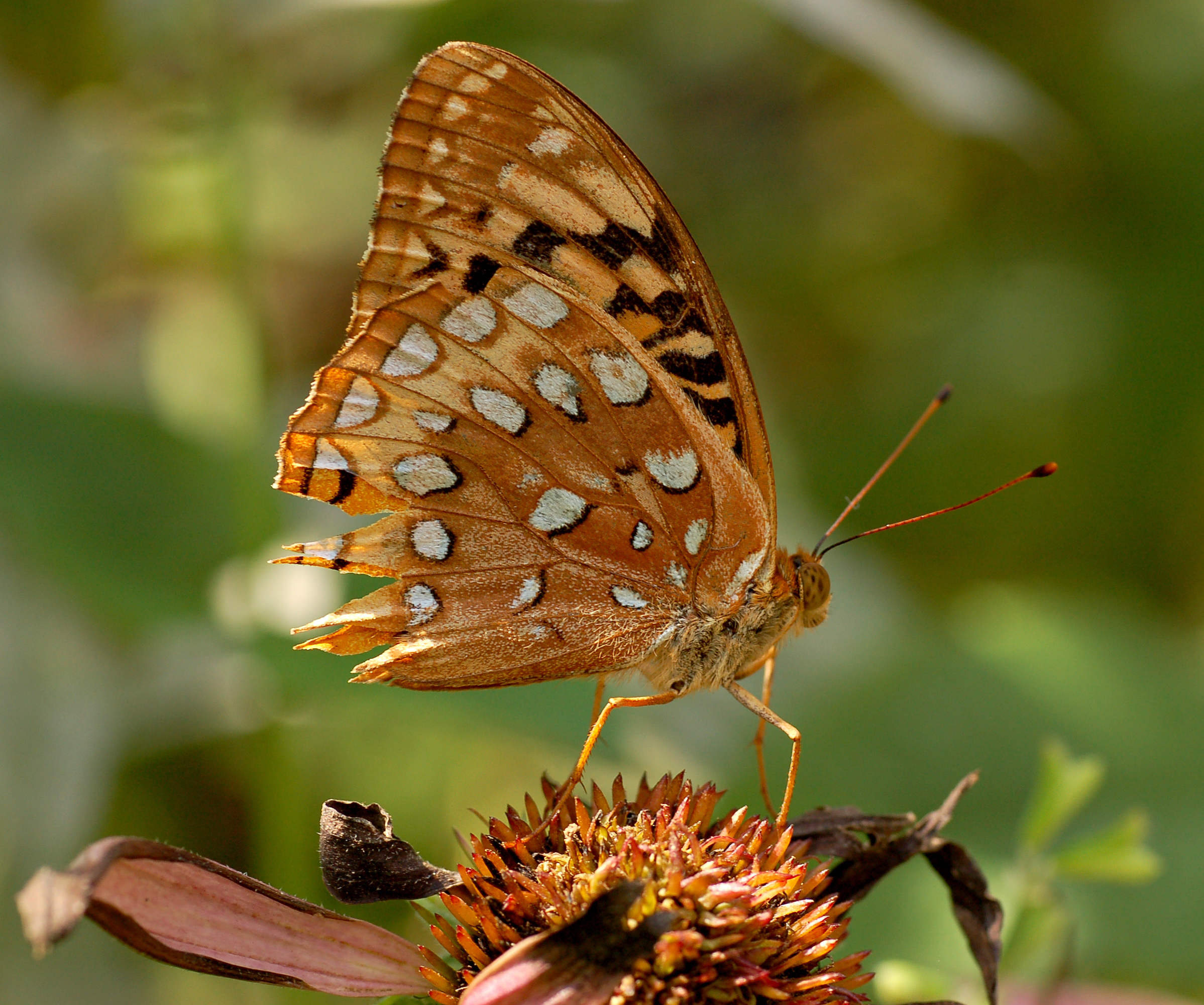

- Speyeria aphrodite
- Speyeria atlantis
- Speyeria hesperis